# Hanatul Erevanului

## Teritoriu
Hanatul Irevan cuprindea teritoriile centrale ale Armeniei de astăzi, provincia Iğdır din Turcia, regiunile Șərur și Sədərək din autonomia Nahcivan a Republicii Azerbaidjan. După înfrângerea statului Qadjar la războiul ruso-iranian (1826-1828), conform tratatului de la Turkmenciai (Türkmənçay), a fost încorporat Imperiului Rus, alături de celelalte hanate din Azerbaidjanul de Nord.

## Populație
Populația hanatului era compusă de majoritatea azeră și de kurzi. Azerii în general erau sedentari, însă o parte din ei încă practica transhumanță, în timp ce kurzii erau nomazi. Trunchiul șiit al religiei Islam a fost credința principală a hanatului, dar kurzii erau sunniți. Armenii formau mai puțin decât 20% din populația statului. După cucerirea rusească, din 169.155 locuitori ai zonei, 57.035 sau 33.8 % erau armeni, 84.089 sau 49.7 % azeri, 26.911 sau 16 % kurzi și 850 sau 0.5% alte naționalități (Vartan Parsamian, Istoria armianskogo naroda (1801-1900), (Istoria poporului armean (1801-1900)), vol. I, “Aiastan”, Erevan, 1977, p. 88).

## Granițe
Hanatul Irevan a fost fondat de Mir Mehdi han și avea granițe cu Hanatele Naxçıvan, Karabah și Maku, Imperiul otoman, Regatul georgian Kartli-Kahetia, Sultanatele Borçalı, Qazax.

## Capitală
Capitala hanatului era orașul Irevan. Calatorul turc Evliya Celebi în cartea lui Seyahatname scrie că fondatorul orașului au fost comerciantul Hodjadjan Lahidjani și neamul lui în 1407 – 1408, fiind atrași de fertilitatea zonei. Mai târziu, în 1509, șahul azer Ismayîl I Safevi a ordonat consilierilor săi să construiască o cetate aici. Această așezare a fost înființată de guvernătorul safevid Revanqulu han (Rəvanqulu xan) în 7 ani și șahul a numit-o "Revan" în onoarea lui. După dialectul Erevan al limbii azere "Revan"-ul a primit vocala "I" în față. Această cetate fortificată cu ziduri masive și sisteme de apărare, în urmă cuceririi ruse (1827) a fost numit în rusă "Erivan" și în final "Yerevan".

## Monumente istorice
Înainte de regimul sovietic în Erevan mai existau opt moschei istorice. Astăzi a supraviețuit doar Moscheea Albastră (în azeră: Göy məscid; în armeană: Կապույտ մզկիթ). Moscheea a fost construită în 1766 în timpul domniei hanului Huseyn Ali de Erevan și din această cauză se numește și „Moscheea Huseyn Ali”. Moscheea servea populației autohtone azere din Erevan, deportată definitiv în 1988. Moscheea Albastră are 28 de încăperi, bibliotecă, sală principală de rugăciuni și curte, cu o suprafață totală de 7 000 m2. Originalul a avut și 4 minarete cu înălțimea de 24 de metri, care au fost demolate în 1952, odată cu transformarea moscheii în planetarium. Astăzi oficialitățile armene, încercând să nege prezența azeră în capitală Armeniei, o numesc „moscheea persană”. Între 1995–2006, Moscheea Albastră a fost reabilitată de Iran și în momentul de față este deschisă slujbelor religioase ale musafirilor musulmani ai Erevanului.

## Istorie
Hanatul Irevan chiar din primii ani ai înființării sale a suferit atacurile trupelor georgiene și în scopul autoapărării a fost obligat să dezvolte relații cu alte hanate azere. Totuși influența Georgiei în viață internă a Hanatului Irevan a fost prezentă pentru o perioadă lungă. În 1780 hanatul a fost atacat de hanatele Karabah, Avaristan, Hoy. În timpul expediției sale în Azerbaidjanul de Nord, șahul Iranului Aga Mahammad Qadjar, Hanatul Irevan a fost ocupat, însă și-a recuperat independență în 1797.
Expansiunea rusă a început să fie o nouă amenințare pentru hanat. Războiul ruso-turc (1806-1812) a obligat Imperiul Rus să oprească avansarea și să se satisfacă cu teritoriile ocupate. În 1813 Imperiul Rus a semnat tratatul de pace de la Gulustan (Gülüstan), realizând primă împărțire a Azerbaidjanului "istoric" . Conform prevederilor primei împărțirii hanatele Nahcivan și Irevan pentru o vreme au scăpat de încorporarea Imperiului Rus. În timpul celui al doilea război ruso-iranian (1826-1828), Hanatul Irevan la dată de 1 octombrie 1827 a fost cucerit de trupele rusești în frunte cu generalul I.Paskevici.